# UAP: Unidad de Análisis Policial
UAP: Unidad de Análisis Policial fue un programa de televisión español, producido por Atresmedia Corporación en colaboración con Ver-T, para su emisión en el canal Antena 3. El formato, presentado por Carolina Sellés, se emitió todos los lunes, en horario late night, desde el 27 de enero de 2014. hasta el 10 de febrero de 2014, dejando por emitir 11 entregas de las ya acordadas debido a ajustes presupuestarios de la cadena.

## Equipo

### Presentador/a
- Carolina Sellés[4]

### Colaboradores
- Ángel Luis Galán (Comisario y exjefe de la UDEV Central)
- Carmen Baena (Médico forense de la Audiencia Nacional)
- Javier Durán (Experto en pruebas criminalísticas y exguardia Civil)
- Lorenzo Silva (Abogado y escritor)
- Mayka Navarro (Periodista especializada en información policial)
- Patricia Fernández de Lanza (Psicóloga forense)
- Vicente Garrido (Perfilador y criminólogo)

## Episodios y audiencias
| Temporada | Temporada | Episodios | Estreno             | Final                 | Audiencia    | Audiencia | Audiencia |
| Temporada | Temporada | Episodios | Estreno             | Final                 | Espectadores | Cuota     |           |
| --------- | --------- | --------- | ------------------- | --------------------- | ------------ | --------- | --------- |
|           | 1         | 3         | 27 de enero de 2014 | 10 de febrero de 2014 | 710 000      | 10,0%     |           |
|           | 2         | 11        | —                   | —                     |              |           |           |
| Total     | Total     | -         | 2014                | 2014                  | —            | —         |           |

### Primera temporada (2014)
| N.º | Título                       | Fecha de emisión      | Audiencia       |
| --- | ---------------------------- | --------------------- | --------------- |
| 1   | El crimen de una familia     | 27 de enero de 2014   | 818 000 (12,6%) |
| 2   | Caso Isaac Martínez          | 3 de febrero de 2014  | 623 000 (8,0%)  |
| 3   | La desaparición de la casera | 10 de febrero de 2014 | 689 000 (9,6%)  |